# Seddera
Seddera es un género  de plantas con flores perteneciente a la familia de las convolvuláceas. Comprende 44 especies descritas y de estas, solo 8 aceptadas.

## Taxonomía
El género fue descrito por Christian Ferdinand Friedrich Hochstetter y publicado en Flora 27(1): Bes. Beil. 7. 1844. La especie tipo es: Seddera virgata Hochst. & Steud.

## Especies aceptadas
A continuación se brinda un listado de las especies del género Seddera aceptadas hasta junio de 2015, ordenadas alfabéticamente. Para cada una se indica el nombre binomial seguido del autor, abreviado según las convenciones y usos.	
- Seddera arabica Choisy
- Seddera bagshawei Rendle
- Seddera capensis (E. Mey. ex Choisy) Hallier f.
- Seddera hirsuta Hallier f.
- Seddera humilis Hallier f.
- Seddera latifolia Hochst. & Steud.
- Seddera schizantha Hallier f.
- Seddera suffruticosa Hallier f.